# Narendra Modi
Narendra Damodardas Modi (pronunție în engleză [nəɾendrə dɑmodəɾˈdɑs ˈmodiː] ⓘ; n. 17 septembrie 1950, Vadnagar⁠(d), statul Bombay⁠(d), India) este un politician indian care ocupă funcția de prim-ministru al Indiei din 2014. El a fost ministrul șef al Gujaratului din 2001 până în 2014 și este membru al Parlamentului pentru Varanasi. Modi este membru al Partidului Bharatiya Janata (BJP) și al Rashtriya Swayamsevak Sangh (RSS), o organizație voluntară naționalistă hindusă. El este primul prim-ministru din afara Congresului Național Indian care a câștigat două mandate consecutive cu majoritate deplină și al doilea care a încheiat mai mult de cinci ani de mandat după Atal Bihari Vajpayee.